# Копачёвское сельское поселение (Архангельская область)
Копачёвское сельское поселение или муниципальное образование «Копачёвское» — упразднённое  муниципальное образование со статусом сельского поселения в Холмогорском муниципальном районе Архангельской области России.
Соответствует административно-территориальной единице в Холмогорском районе — Копачёвскому сельсовету.
Административный центр находился в деревне Копачёво.

## География
Сельское поселение находилось в центре Холмогорского района, располагаясь по обоим берегам Северной Двины. По территории поселения проходит автотрасса М8 «Холмогоры» и автодорога «Пухтаковка — Наволочек — Голдобиха — Пятково — Копачёво».

## История
Муниципальное образование было образовано в 2006 году.
Законом Архангельской области от 28 мая 2015 года № 290-17-ОЗ, были преобразованы, путём их объединения, муниципальные образования «Копачёвское» и «Матигорское» в сельское поселение «Матигорское» с административным центром в деревне Харлово.

## Население
| 2005 | 2010 | 2011 | 2012 | 2013 | 2014 | 2015 |
| ---- | ---- | ---- | ---- | ---- | ---- | ---- |
| 1042 | ↘759 | ↘756 | ↘715 | ↘679 | ↘642 | ↘613 |

## Состав сельского поселения
| №  | Населённый пункт                                | Тип населённого пункта          | Население |
| -- | ----------------------------------------------- | ------------------------------- | --------- |
| 1  | Большое Нижнее                                  | деревня                         | →0        |
| 2  | Власьевское                                     | деревня                         | ↘0        |
| 3  | Вороновское                                     | деревня                         | ↘2        |
| 4  | Голдобиха                                       | деревня                         | ↗4        |
| 5  | Горка                                           | деревня                         | ↗3        |
| 6  | Демидово                                        | деревня                         | →2        |
| 7  | Заполье                                         | деревня                         | →2        |
| 8  | Заручевье                                       | деревня                         | →0        |
| 9  | Ичково                                          | деревня                         | ↗228      |
| 10 | Канзово                                         | деревня                         | →9        |
| 11 | Карьеры Нижние                                  | посёлок                         | ↘2        |
| 12 | Копачёво                                        | деревня, административный центр | ↗293      |
| 13 | Кричевское                                      | деревня                         | →2        |
| 14 | Малое Нижнее                                    | деревня                         | ↗1        |
| 15 | Мыза                                            | деревня                         | →3        |
| 16 | Наволочек                                       | деревня                         | ↘2        |
| 17 | Надеиха                                         | деревня                         | →0        |
| 18 | Новинки (Копачёвское сельское поселение)Новинки | деревня                         | →0        |
| 19 | Орлецы                                          | деревня                         | →0        |
| 20 | Орлецы                                          | посёлок                         | ↗202      |
| 21 | Пухтаковка                                      | деревня                         | ↗7        |
| 22 | Пятково                                         | деревня                         | ↗97       |
| 23 | Ступино                                         | деревня                         | ↗30       |
| 24 | Ступинских карьеров                             | посёлок                         | ↘6        |
| 25 | Чащины                                          | посёлок                         | ↗3        |

## Экономика
Раньше сельхозпредприятия поселения успешно разводили холмогорскую породу коров. Ныне положение удручающее, планируется перевод хозяйств на выращивание картофеля.

## Достопримечательности
На левом берегу Северной Двины в деревне Орлецы находится «Орлецкое городище», оставшееся от средневекового города Орлец.

### Законодательство
- Областной закон «О статусе и границах территорий муниципальных образований в Архангельской области» (текущая редакция от 15.02.2010, возможность просмотра всех промежуточных редакций), (первоначальная редакция от 2004 года)

### История
- Археологические стоянки (Холмогорский район)
- Град Орлец (недоступная ссылка)
- Подчинённые пункты Копачёвского сельсовета // Справочник административного деления Архангельской области в 1939—1945 годах
- Подчинённые пункты Паниловского сельсовета Холмогорского района // Справочник административного деления Архангельской области в 1939—1945 годах